# Buellia disciformis
Buellia disciformis је танки, плавкасти до бледо сиви лишај који се јавља као коров у умереним шумама у северном делу САД и Европе, и на великим висинама у Аризони, у обалном делу Калифорније. Апотеција си дисковима дијаметра 2−7 мм.‍:230